# Belianes
Belianes és un municipi situat a la comarca de l'Urgell. El 2019 tenia 525 habitants.

## Geografia
- Llista de topònims de Belianes (Orografia: muntanyes, serres, collades, indrets..; hidrografia: rius, fonts...; edificis: cases, masies, esglésies, etc).

## Llocs d'interès
- Ajuntament o casa de la vila: Edifici d'estil gòtic renaixentista del segle xvi. S'hi pot visitar l'ecomuseu, el museu de la roba, la biblioteca i la fonoteca.[2]
- L'Església de Sant Jaume Apòstol: Edifici gòtic amb un campanar del segle xviii, construïda sobre una església romànica la portalada de la qual encara es conserva.
- Cal Roc: Casa renaixentista.
- Molí d'oli Maurici Massot: Molí d'oli del segle xvii, restaurat el 1998.
- Plaça de l'11 de setembre: Dissenyada per Daniel Gelabert.
- Sender de la Baronia de Maldà

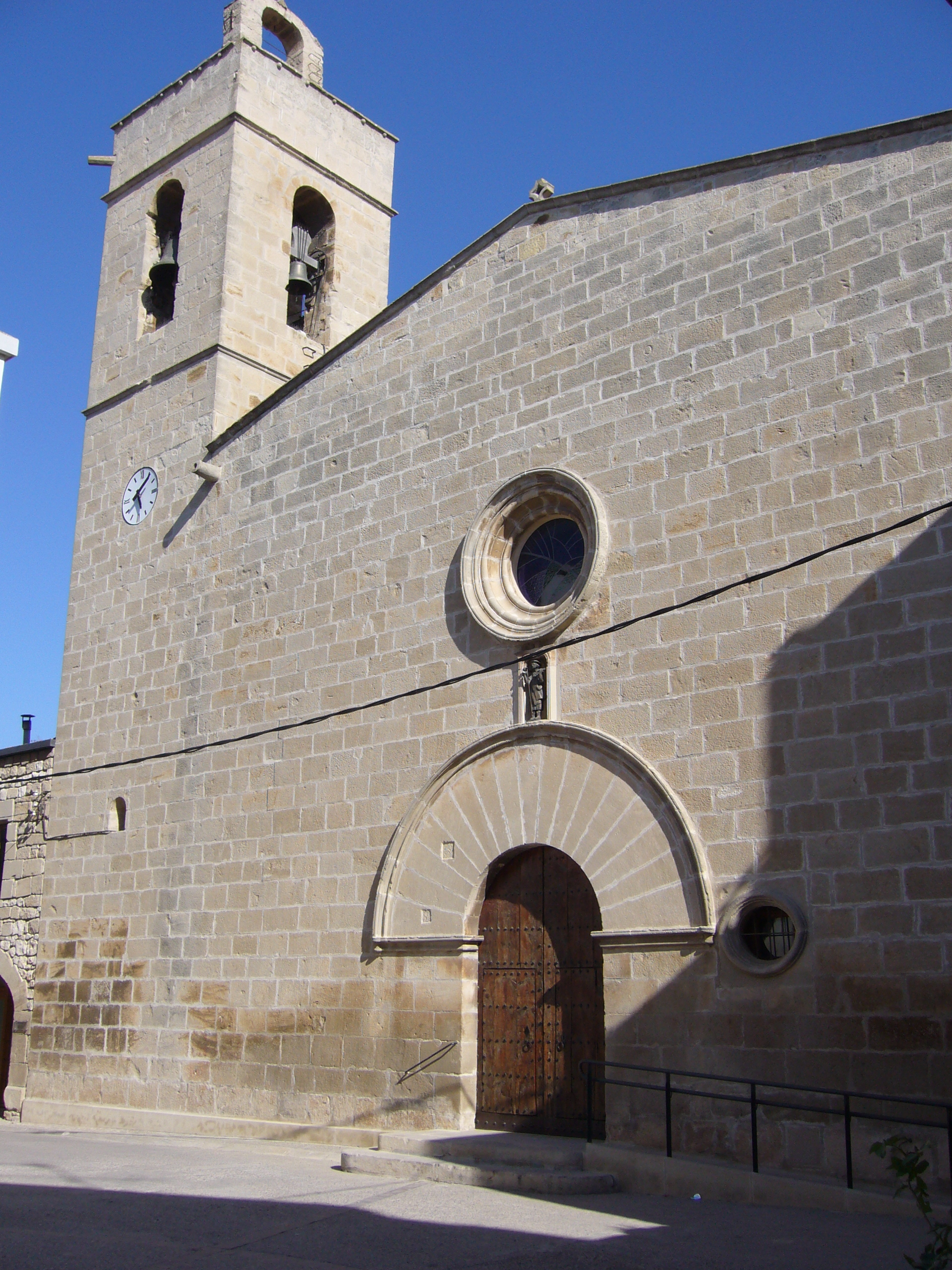
Església de sant Jaume
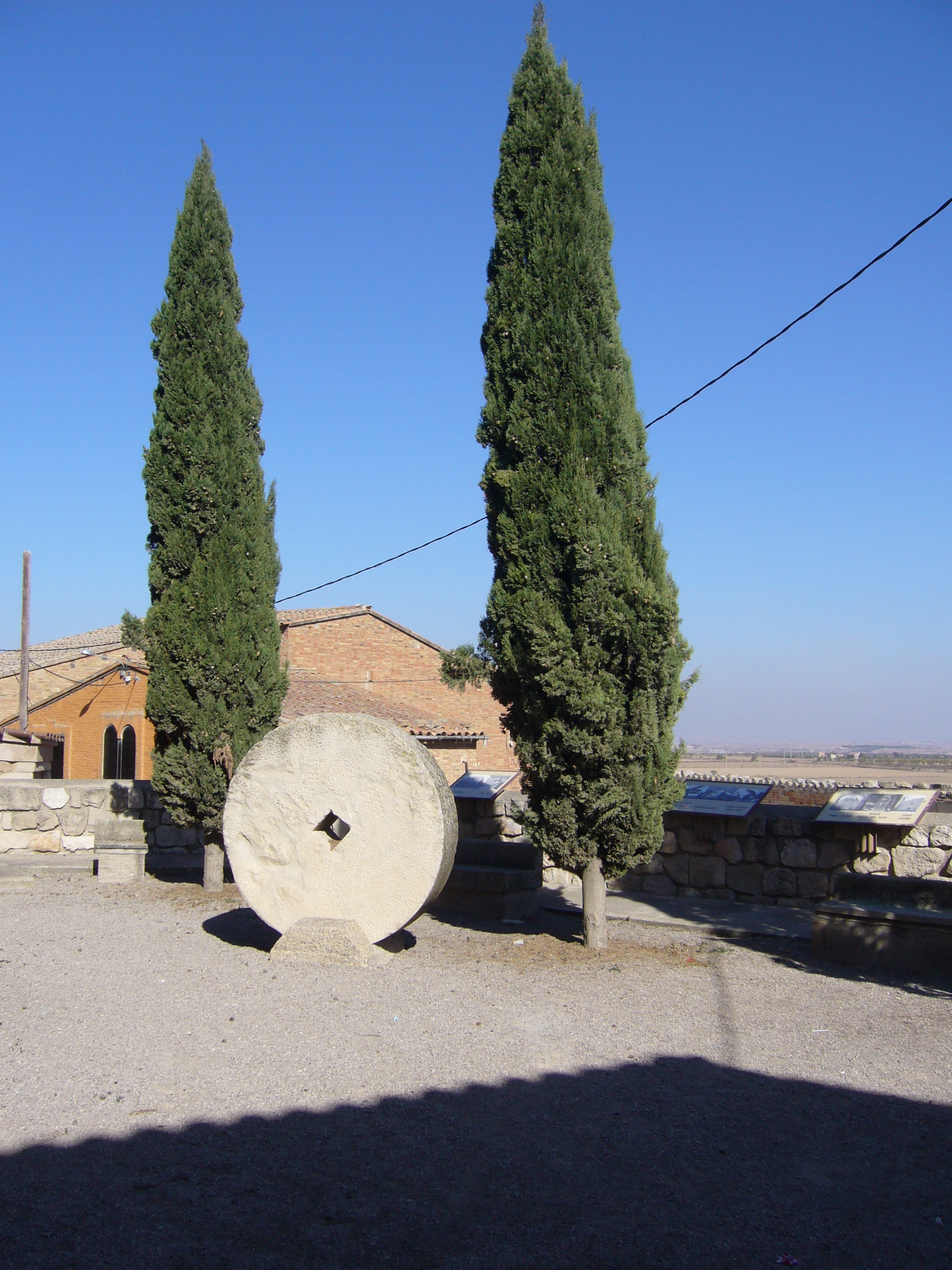
Plaça de Barcelona
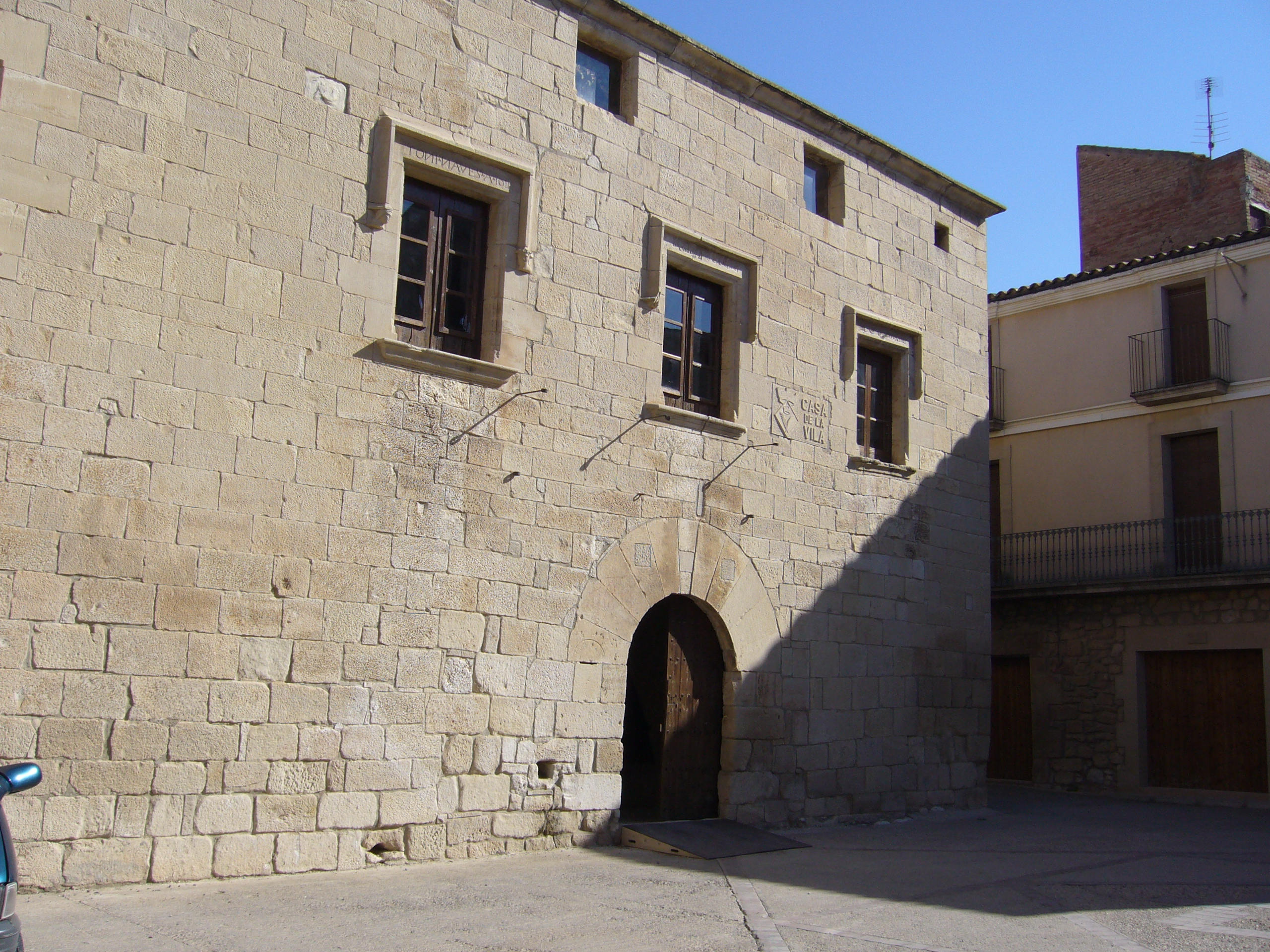
Façana de l'ajuntament de Belianes
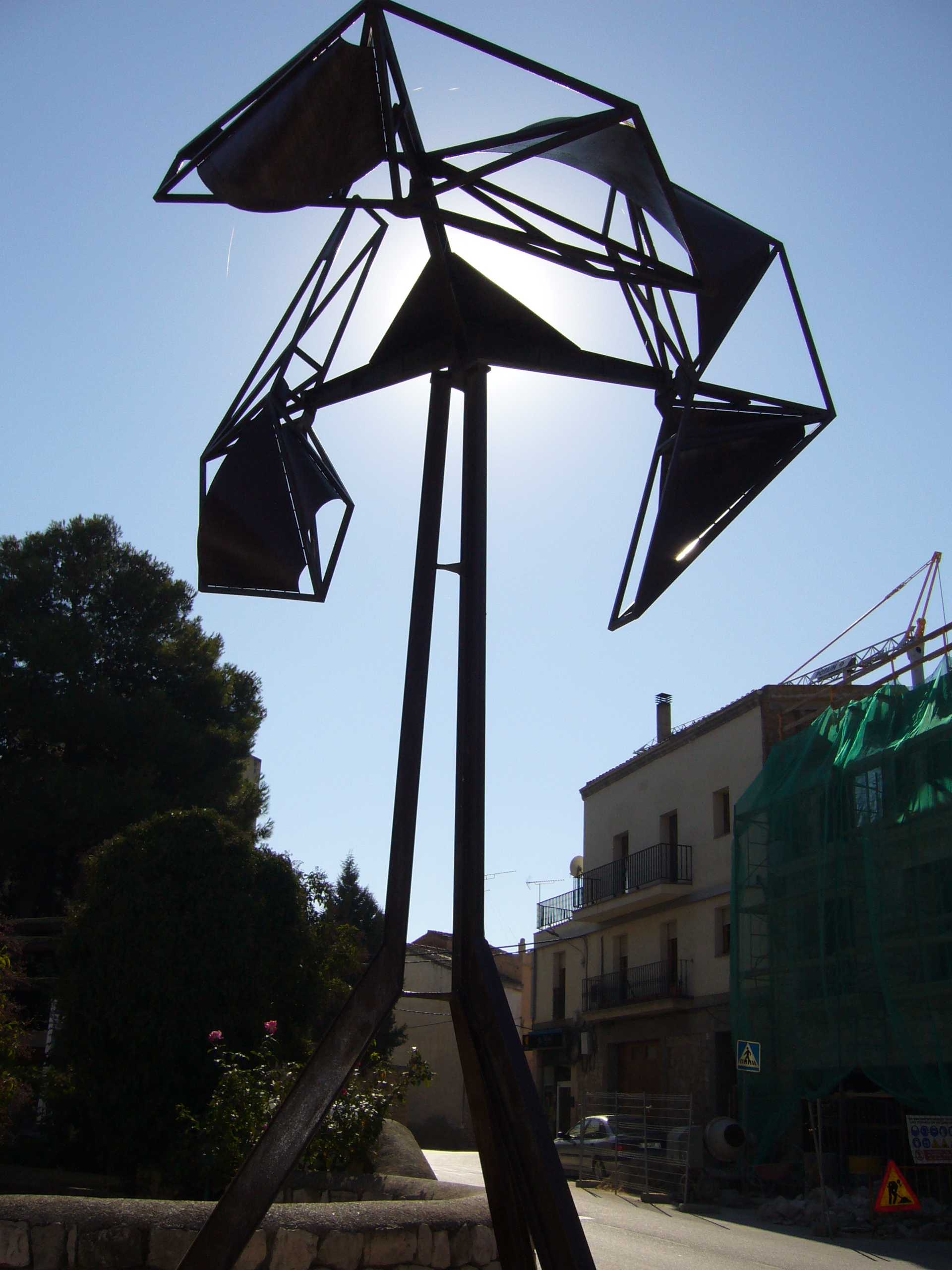
Plaça Comandant Serret de Belianes

## Fires, festes, mercats i activitats
- 23 d'abril: Sant Jordi
- 15 de maig: Festa de Sant Isidre
- Últim diumenge de maig: Marxa ecològica i per la pau
- 25 de juliol (Sant Jaume): Festa major
- Primer diumenge de desembre: Festa de l'oli de Belianes i Fira de l'oli de la Vall del Corb
- La Marxa ecològica i per la pau és una iniciativa de l'Agrupament Escolta i Guia Terra Plana de Belianes, nascuda l'any 1984, amb l'objectiu de fomentar els valors de l'ecologisme i la pau entre els joves. La Marxa se celebra l'últim cap de setmana de maig i consisteix en un seguit de xerrades i projeccions audiovisuals, la redacció d'un manifest i una bicicletada popular entre les poblacions de Belianes, Bellpuig, Vilanova de Bellpuig i Arbeca. Cada any aplega unes cinc-centes persones i amb les seves 38 edicions (2022)[3] és una de les iniciatives sorgides del teixit associatiu més consolidades de la comarca de l'Urgell. L'acte compta amb el suport de l'Oficina de Promoció de la Pau i dels Drets Humans de la Generalitat de Catalunya.[4]

## Associacions i entitats
- Associació de Veïns Eixir
- Associació de Dones Castellsalvà de Belianes
- Associació de Jubilats Sant Jaume de Belianes
- Associació per l'acompanyament en el creixement personal Cal Massot de Belianes
- Agrupament Escolta i Guia Terra Plana Arxivat 2014-01-09 a Wayback Machine.
- Cooperativa del Camp de Belianes SCCL

## Demografia
| 1497 f | 1515 f | 1553 f | 1717 | 1787 | 1857  | 1877  | 1887  | 1900  | 1910  |
| ------ | ------ | ------ | ---- | ---- | ----- | ----- | ----- | ----- | ----- |
| 42     | 36     | 40     | 160  | 625  | 1.234 | 1.314 | 1.360 | 1.330 | 1.277 |

| 1920  | 1930  | 1940  | 1950  | 1960 | 1970 | 1981 | 1990 | 1992 | 1994 |
| ----- | ----- | ----- | ----- | ---- | ---- | ---- | ---- | ---- | ---- |
| 1.261 | 1.036 | 1.047 | 1.094 | 961  | 781  | 635  | 592  | 564  | 564  |

| 1996 | 1998 | 2000 | 2002 | 2004 | 2006 | 2008 | 2010 | 2012 | 2014 |
| ---- | ---- | ---- | ---- | ---- | ---- | ---- | ---- | ---- | ---- |
| 558  | 558  | 550  | 590  | 608  | 592  | 584  | 584  | 564  | 555  |

| 2016 | 2018 | 2020 | 2022 | 2024 | 2026 | 2028 | 2030 | 2032 | 2034 |
| ---- | ---- | ---- | ---- | ---- | ---- | ---- | ---- | ---- | ---- |
| 539  | 525  | 520  | 508  | 517  | -    | -    | -    | -    | -    |

## Persones
- Felip Massot (°1945), empresari
- Pere Altarriba.[5]